# Campionati del mondo di atletica leggera 2013 - Staffetta 4×400 metri maschile
La gara della staffetta 4×400 metri maschile si è svolta tra giovedì 15 agosto e venerdì 16 agosto 2013.

## Podio
| Pos.    | Nazione                                                                                        | Tempo    |
| ------- | ---------------------------------------------------------------------------------------------- | -------- |
| Oro     | Stati Uniti David Verburg, Tony McQuay Arman Hall, Lashawn Merritt, James Harris, Joshua Mance | 2'58"71  |
| Argento | Giamaica Rusheen McDonald, Edino Steele, Omar Johnson, Javon Francis, Javere Bell              | 2'59"88  |
| Bronzo  | Gran Bretagna Conrad Williams, Martyn Rooney, Michael Bingham, Nigel Levine, Jamie Bowie       | 3'00"88> |

## Situazione pre-gara

### Record
Prima di questa competizione, il record del mondo (WR) e il record dei campionati (CR) erano i seguenti.
| Record                | Prestazione | Atleta                                                                   | Data                               | Competizione              |
| --------------------- | ----------- | ------------------------------------------------------------------------ | ---------------------------------- | ------------------------- |
| Record mondiale       | 2'54"29     | Stati Uniti Andrew Valmon, Quincy Watts, Harry Reynolds, Michael Johnson | 22 agosto 1993 Stoccarda, Germania | Campionati del mondo 1993 |
| Record dei campionati | 2'54"29     | Stati Uniti Andrew Valmon, Quincy Watts, Harry Reynolds, Michael Johnson | 22 agosto 1993 Stoccarda, Germania | Campionati del mondo 1993 |

### Campioni in carica
I campioni in carica, a livello mondiale e olimpico, erano:
| Campione | Atleta                                                                                    | Prestazione | Data                                  | Competizione               |
| -------- | ----------------------------------------------------------------------------------------- | ----------- | ------------------------------------- | -------------------------- |
| Olimpico | Bahamas Chris Brown, Demetrius Pinder, Michael Mathieu, Romon Miller                      | 2'56"72     | 10 agosto 2012 Londra, Regno Unito    | Giochi della XXX Olimpiade |
| Mondiale | Stati Uniti Greg Nixon, Bershawn Jackson, Angelo Taylor, LaShawn Merritt, Jamaal Torrance | 2'59"31     | 2 settembre 2011 Taegu, Corea del Sud | Campionati del mondo 2011  |

### La stagione
Prima di questa gara, gli atleti con le migliori tre prestazioni dell'anno erano:
| Pos. | Atleta            | Prestazione | Data                                             |
| ---- | ----------------- | ----------- | ------------------------------------------------ |
| 1    | Stati Uniti       | 3'00"91     | 27 aprile 2013 Filadelfia, Stati Uniti d'America |
| 2    | Giamaica          | 3'01"15     | 27 aprile 2013 Filadelfia, Stati Uniti d'America |
| 3    | Trinidad e Tobago | 3'02"19     | 7 luglio 2013 Morelia, Messico                   |

## Risultati
| LEGENDA: | NR | Record Nazionale | SB | Primato stagionale |

### Batterie
Qualificazione: i primi due di ogni serie (Q) e i due tempi migliori tra gli esclusi (q) si qualificano alle finali.
| Pos. | Batteria | Corsia | Nazione           | Atleti                                                                          | Tempo   | Note  |
| ---- | -------- | ------ | ----------------- | ------------------------------------------------------------------------------- | ------- | ----- |
| 1    | 2        | 4      | Stati Uniti       | James Harris, David Verburg, Joshua Mance, Arman Hall                           | 2:59.85 | Q, WL |
| 2    | 1        | 5      | Giamaica          | Rusheen McDonald, Javere Bell, Edino Steele, Javon Francis                      | 3:00.41 | Q, SB |
| 3    | 2        | 7      | Trinidad e Tobago | Renny Quow, Jarrin Solomon, Lalonde Gordon, Deon Lendore                        | 3:00.48 | Q, SB |
| 4    | 1        | 2      | Regno Unito       | Conrad Williams, Michael Bingham, Jamie Bowie, Martyn Rooney                    | 3:00.50 | Q, SB |
| 5    | 2        | 5      | Belgio            | Antoine Gillet, Jonathan Borlée, Dylan Borlée, Kévin Borlée                     | 3:00.81 | q, SB |
| 6    | 2        | 8      | Brasile           | Pedro Luiz de Oliveira, Wagner Cardoso, Anderson Henriques, Hugo de Sousa       | 3:01.09 | q, SB |
| 7    | 2        | 3      | Polonia           | Kacper Kozłowski, Rafał Omelko, Łukasz Krawczuk, Marcin Marciniszyn             | 3:01.73 | SB    |
| dq   | 3        | 6      | Russia            | Maksim Dyldin, Lev Mosin, Sergej Petuchov, Vladimir Krasnov                     | 3:01.81 | Q, SB |
| 9    | 1        | 6      | Venezuela         | Arturo Ramírez, Alberto Aguilar, José Meléndez, Freddy Mezones                  | 3:02.04 | SB    |
| 10   | 1        | 7      | Giappone          | Kengo Yamazaki, Yuzo Kanemaru, Hideyuki Hirose, Hiroyuki Nakano                 | 3:02.43 | SB    |
| 11   | 3        | 3      | Australia         | Steven Solomon, Craig Burns, Alex Beck, Tristan Thomas                          | 3:02.48 | Q, SB |
| 12   | 3        | 2      | Germania          | David Gollnow, Eric Krüger, Thomas Schneider, Jonas Plass                       | 3:02.62 | SB    |
| 13   | 3        | 7      | Bahamas           | Chris Brown, Wesley Neymour, LaToy Williams, Ojay Ferguson                      | 3:02.67 |       |
| 14   | 1        | 8      | Rep. Dominicana   | Arismendy Peguero, Gustavo Cuesta, Yon Soriano, Luguelín Santos                 | 3:03.61 |       |
| 15   | 3        | 1      | Italia            | Marco Lorenzi, Isalbet Juarez, Eusebio Haliti, Matteo Galvan                    | 3:03.88 | SB    |
| 16   | 1        | 3      | Spagna            | Roberto Briones, Samuel García, Mark Ujakpor, Mark Fradera                      | 3:04.07 | SB    |
| 17   | 3        | 4      | Cuba              | Yoandys Lescay, Raidel Acea, Orestes Rodríguez, Osmaidel Pellicier              | 3:04.26 |       |
| 18   | 1        | 1      | Nigeria           | Noah Akwu, Abiola Onakoya, Tobi Ogunmola, Isah Salihu                           | 3:04.52 |       |
| 19   | 3        | 5      | Rep. Ceca         | Daniel Němeček, Pavel Maslák, Petr Lichý, Jan Tesař                             | 3:04.54 | SB    |
| 20   | 3        | 8      | Arabia Saudita    | Ismail Al-Sabani, Yousef Masrahi, Mohamed Ali Al-Bishi, Mohammed Al-Salhi       | 3:04.55 |       |
| 21   | 2        | 6      | Ucraina           | Vitaliy Butrym, Myhaylo Knysh, Yevhen Hutsol, Volodymyr Burakov                 | 3:04.98 | SB    |
| 22   | 1        | 4      | Botswana          | Pako Seribe, Obakeng Ngwigwa, Isaac Makwala, Thapelo Ketlogetswe                | 3:05.74 | SB    |
| 23   | 2        | 1      | Kenya             | Mike Mokamba Nyang'Au, Alphas Kishoyian, Anthony Chemut, Moses Kipkorir Kertich | 3:06.29 | SB    |
| 24   | 2        | 2      | Sri Lanka         | Priyashantha Dulan, Dilhan Aloka, Chanaka Kalawala, Kasun Kalhar Seneviratne    | 3:06.59 |       |

### Finale
| Pos. | Corsia | Nazione           | Atleti                                                                    | Tempo   | Note |
| ---- | ------ | ----------------- | ------------------------------------------------------------------------- | ------- | ---- |
|      | 5      | Stati Uniti       | David Verburg, Tony McQuay, Arman Hall, LaShawn Merritt                   | 2:58.71 | WL   |
|      | 4      | Giamaica          | Rusheen McDonald, Edino Steele, Omar Johnson, Javon Francis               | 2:59.88 | SB   |
|      | 7      | Gran Bretagna     | Conrad Williams, Martyn Rooney, Michael Bingham, Nigel Levine             | 3:00.88 |      |
| 4    | 1      | Belgio            | Jonathan Borlée, Kévin Borlée, Dylan Borlée, Will Owoye                   | 3:01.02 |      |
| 5    | 3      | Trinidad e Tobago | Renny Quow, Lalonde Gordon, Jehue Gordon, Jarrin Solomon                  | 3:01.74 |      |
| 6    | 2      | Brasile           | Pedro Luiz de Oliveira, Wagner Cardoso, Anderson Henriques, Hugo de Sousa | 3:02.19 |      |
| 7    | 8      | Australia         | Steven Solomon, Alex Beck, Craig Burns, Tristan Thomas                    | 3:02.26 | SB   |
| dq   | 6      | Russia            | Maksim Dyldin, Lev Mosin, Sergej Petuchov, Vladimir Krasnov               | 2:59.90 |      |